# Резніченко Валентин Михайлович
Валенти́н Миха́йлович Резніче́нко (нар. 22 квітня 1972, Дніпропетровськ, Дніпропетровська область, УРСР) — директор Українського державного центру радіочастот з серпня 2014. Голова Запорізької ОДА (20 лютого 2015 — 26 березня 2015), голова Дніпропетровської ОДА з 26 березня 2015 по 27 червня 2019 року та з 10 грудня 2020 по 24 січня 2023 року.

## Життєпис
У 1994 році закінчив Державну металургійну академію України за спеціальністю «Інженер з автоматизації».
Працював інженером з автоматизації інформаційних систем на профільних підприємствах Дніпропетровська.
З 1996 року працював у Групі компаній ТОВ «Український медіа холдинг», в якому очолював підрозділи різних рівнів та напрямків діяльності: преса, радіо, телебачення. Займався розвитком радіомереж, освоєнням та експлуатацією нових радіочастот, розбудовою нових радіомереж по всій Україні.
У 2003 році був призначений на посаду віце-президента ТОВ «Український медіа холдинг» (УМХ).
Після продажу Б.Ложкіним УМХ у 2013 році, Резніченко залишив компанію. А у 2015 році за рекомендацією Ложкіна президент Порошенко призначив Резніченка головою Запорізької обласної державної адміністрації, туди ж перейшов і колішній керівник радіо-групи УМХ Юрій Голик у статусі радника.
Наприкінці 2015-го Коломойський залишив посаду голови Дніпропетровської ОДА, його замінив Валентин Резніченко. Він був головою ДніпроОДА до 27 червня 2019 року.
10 грудня 2020 знову призначений головою Дніпропетровської ОДА, замінивши на цій посаді Олександра Бондаренка.
24 січня 2023 року Очільник ДніпроОВА Валентин Резніченко звільняється «за власним бажанням».

## Скандали
Із березня по листопад 2022 року, під час повномасшатабного вторгнення РФ, за керівництва Резніченка Дніпропетровська область витратила 1,5 млрд грн на експлуатаційні витрати на загальні дороги місцевого значення, хоча насправді робились капітальні ремонти без оформлення гарантій. Виконавцем робіт виявилася компанія, що належить подрузі Валентина, фітнес-тренеру Яні Хланті та віце-президенту баскетбольного клубу «Прометей» Павлові Чухну.
У листопаді 2022 САП зареєструвала провадження щодо можливого привласнення Хлантою грошей на будівництво доріг. Яна користується автомобілем Резніченка й отримувала зарплатню в його компанії «Севент консалтинг груп», вона та Валентин чимало разів разом подорожували за кордон. За даним фактом спеціалізована антикорупційна прокуратура відкрила кримінальне провадження за ч.2 ст.364 (зловживання владою або службовим становищем, що спричинило тяжкі наслідки) і ч.2 ст.209 (легалізація (відмивання) доходів, одержаних злочинним шляхом вчинена повторно або за попередньою змовою групою осіб, або у великому розмірі) Кримінального кодексу України.
10 лютого 2023 року Резніченку і його колишнім радникам представники поліції вручили підозру у відразу п'ятьох кримінальних провадженнях. За розкрадання гуманітарної допомоги, зерна, бронежилетів. (Кримінальне провадження 12023040000000141)

### Кримінальна справа
16 вересня 2024 року ВАКС обрав запобіжний захід Валентину Резніченку у вигляді застави в 30 млн. грн В разі внесення застави, він змушений буде: здати паспорт, не відлучатися за межі населеного пункту, в якому проживає, зʼявлятись за викликом детектива, прокурора чи суду, повідомляти про зміну місця проживання чи роботи та носити електронний браслет, не спілкуватись з Голиком та іншими фігурантами. 

## Нагороди та відзнаки
- 2022 — Орден Богдана Хмельницького III ст.[17]
- Знак відзнаки Держкомфінмоніторингу України — нагрудний знак «За високі досягнення у розвитку системи попередження і протидії легалізації доходів, отриманих злочинним шляхом» II-го і I-го ст.
- 2011 — лавреат премії «Золоте перо»
- Орден РПЦвУ «1025-річчя Хрещення Київської Русі».[18]